# Сан-Антонио (Агуаскальентес)
Сан-Антонио (исп. San Antonio) — небольшой город в центральной части Мексики, на территории штата Агуаскальентес. Входит в состав муниципалитета Тепесала.

## Географическое положение
Сан-Антонио расположен на севере штата, на расстоянии приблизительно 31 километра к северу от города Агуаскальентес. Абсолютная высота — 1918 метров над уровнем моря.

## Население
Согласно данным, полученным в ходе проведения официальной переписи 2005 года, в городе проживало 3034 человека (1474 мужчины и 1560 женщин). Насчитывалось 657 домов. По возрастному диапазону население распределилось следующим образом: 44,4 % — жители младше 18 лет, 48,2 % — между 18 и 59 годами и 7,4 % — в возрасте 60 лет и старше. Уровень грамотности среди жителей старше 15 лет составлял 97,1 %.
По данным переписи 2010 года, численность населения Сан-Антонио составляла 3345 человек. Динамика численности населения города по годам:
| 2000 | 2005 | 2010 |
| ---- | ---- | ---- |
| 2678 | 3034 | 3345 |